# In the Hunt
In the Hunt (яп. 海底大戦争 каитеи даисэнсоː) — видеоигра в жанре горизонтального скролл-шутера, разработанная и выпущенная компанией Irem в виде аркадного игрового автомата в 1993 году. Впоследствии была портирована на игровые консоли Sega Saturn и Sony PlayStation, а также на PC (для Windows 95).
Команда разработчиков, работавшая над игрой, впоследствии создала игру Gunforce 2 и ушла из компании, основав Nazca Corporation, ставшую известной по серии игр Metal Slug. Эти игры имеют похожий стиль графики.

## Игровой процесс
В отличие от большинства скролл-шутеров, в которых действие происходит в воздухе или в космосе, в In the Hunt игрок управляет подводной лодкой, а действие происходит под водой и у поверхности воды. Подобная концепция ранее была использована в другой игре Irem, Sqoon (1986) для Nintendo Entertainment System.
Игра состоит из шести уровней.